# دانيال دوارتي
دانيال دوارتي (بالإنجليزية: Daniel Duarte)‏ (25 أكتوبر 1979 بجبل طارق في المملكة المتحدة - ) هو لاعب كرة قدم بريطاني في مركز الوسط. شارك مع منتخب جبل طارق لكرة القدم. أما مع النوادي، فقد لعب مع نادي لينكولن ريد إيمبس.

## وصلات خارجية
- دانيال دوارتي على موقع الاتحاد الأوربي (الإنجليزية)
- دانيال دوارتي على موقع قاعدة بيانات كرة القدم.إي يو (الإنجليزية)
- دانيال دوارتي على موقع ناشيونال فوتبول تيمز (الإنجليزية)
- دانيال دوارتي على موقع Soccerway.com (الإنجليزية)